# الأرشيدوق ماكسيمليان فرانتس النمساوي
أرشيدوق ماكسيمليان فرانز من النمسا (بالألمانية: Maximilian Franz von Österreich)‏ (و. 1756 – 1801 م) هو رجل دين من النمسا، ولد في فيينا، توفي في فيينا، عن عمر يناهز 45 عاماً.

## مناصب
تولى منصب سيد فرسان تيوتون الأكبر ‏ (1801–1804)، وأمير ناخب، ورئيس الاساقفة.

## جوائز
حصل على جوائز منها:
- وسام فارس رهبانية الصوفة الذهبية.